# Komenda
Komenda est une commune du nord-ouest de la Slovénie située dans la région de la Haute-Carniole. Le nom provient de la présence passée d'une commanderie germanique à cet endroit.

## Géographie
Le territoire de la commune appartenait à la commune de Kamnik avant de devenir indépendant en 1998. Komenda est ainsi placée à proximité des montagnes des Alpes kamniques au nord de la capitale Ljubljana.
Le village de Klanec se trouve sur le territoire communal.

## Démographie
Entre 1999 et 2021, la population de la commune de Komenda a augmenté pour atteindre près de 6 000 habitants,.
Évolution démographique
| 1999  | 2000  | 2001  | 2002  | 2003  | 2004  | 2005  | 2006  | 2007  |
| ----- | ----- | ----- | ----- | ----- | ----- | ----- | ----- | ----- |
| 4 323 | 4 360 | 4 409 | 4 482 | 4 534 | 4 567 | 4 665 | 4 749 | 4 826 |
| 2008  | 2009  | 2010  | 2011  | 2012  | 2013  | 2014  | 2015  | 2016  |
| 4 986 | 5 082 | 5 314 | 5 457 | 5 682 | 5 746 | 5 868 | 5 932 | 6 001 |
| 2017  | 2018  | 2019  | 2020  | 2021  |       |       |       |       |
| 6 108 | 6 192 | 6 268 | 6 387 | 6 444 |       |       |       |       |

## Personnages importants
- Peter Jakob baron Testaferatta (1673-1763) – chevalier maltais.
- Peter Pavel Glavar (1721-1784) – agriculteur.
- Ivan Selan (1902-1981) – cartographe.
- France Pibernik (1928-) – écrivain et poète.
- Ivan Sivec (1949-) – écrivain et journaliste.
- Tadej Pogacar (1998-) - coureur cycliste.